# Schwedische Badmintonmeisterschaft 1972
Die Schwedische Badmintonmeisterschaft 1972 fand vom 4. bis zum 6. Februar 1972 in Uppsala statt.

## Finalergebnisse
| Disziplin    | Sieger                       | Finalist                         | Ergebnis          |
| ------------ | ---------------------------- | -------------------------------- | ----------------- |
| Herreneinzel | Sture Johnsson               | Kurt Johnsson                    | 15-10, 15-2       |
| Dameneinzel  | Eva Twedberg                 | Ingrid Nilsson                   | 11-4, 11-4        |
| Herrendoppel | Sture Johnsson Gert Perneklo | Willy Lund Göran Wahlqvist       | 15-11, 15-5       |
| Damendoppel  | Ingrid Nilsson Eva Twedberg  | Kathryn Ekengren Marianne Vallin | 15-7, 15-5        |
| Mixed        | Gert Perneklo Eva Twedberg   | Gert Nordqvist Lise Blomqvist    | 15-8, 11-15, 15-8 |